# Enokaličnice
Enokaličnice (znanstveno ime Monocotyledones) so ena od dveh glavnih skupin semenk, ki so ime dobile po lastnosti, da imajo njihova semena en klični list, čeprav obstajajo pri tem tudi izjeme. Taksonomsko gledano so enokaličnice nerangirane, čeprav so po sodobni filogenetski klasifikaciji prepoznane kot klad.
S stališča človeka so enokaličnice zelo pomembna skupina, saj mednje sodi mnogo kulturnih rastlin, iz katerih pridobimo večino hrane, npr. pšenica, koruza, riž in druga žita.